# Primavera (Leon Faun)
Primavera è un singolo del rapper italiano Leon Faun pubblicato l'8 maggio 2019.

## Tracce
Testi di Leon de la Vallée, musiche di Alessio Marullo.
1. Primavera – 2:10